# جنگ‌های بورگوندی
جنگ‌های بورگوندی (انگلیسی: Burgundian Wars) جنگ‌هایی است، که از سال ۱۴۷۴ تا ۱۴۷۷ میلادی میان ایالت بورگوندی و دوک‌نشین ساوی از یک سو و دوک‌نشین لورن و کنفدراسیون کهن سوئیس از سوی دیگر درگرفت.